# 坪洲市政大廈

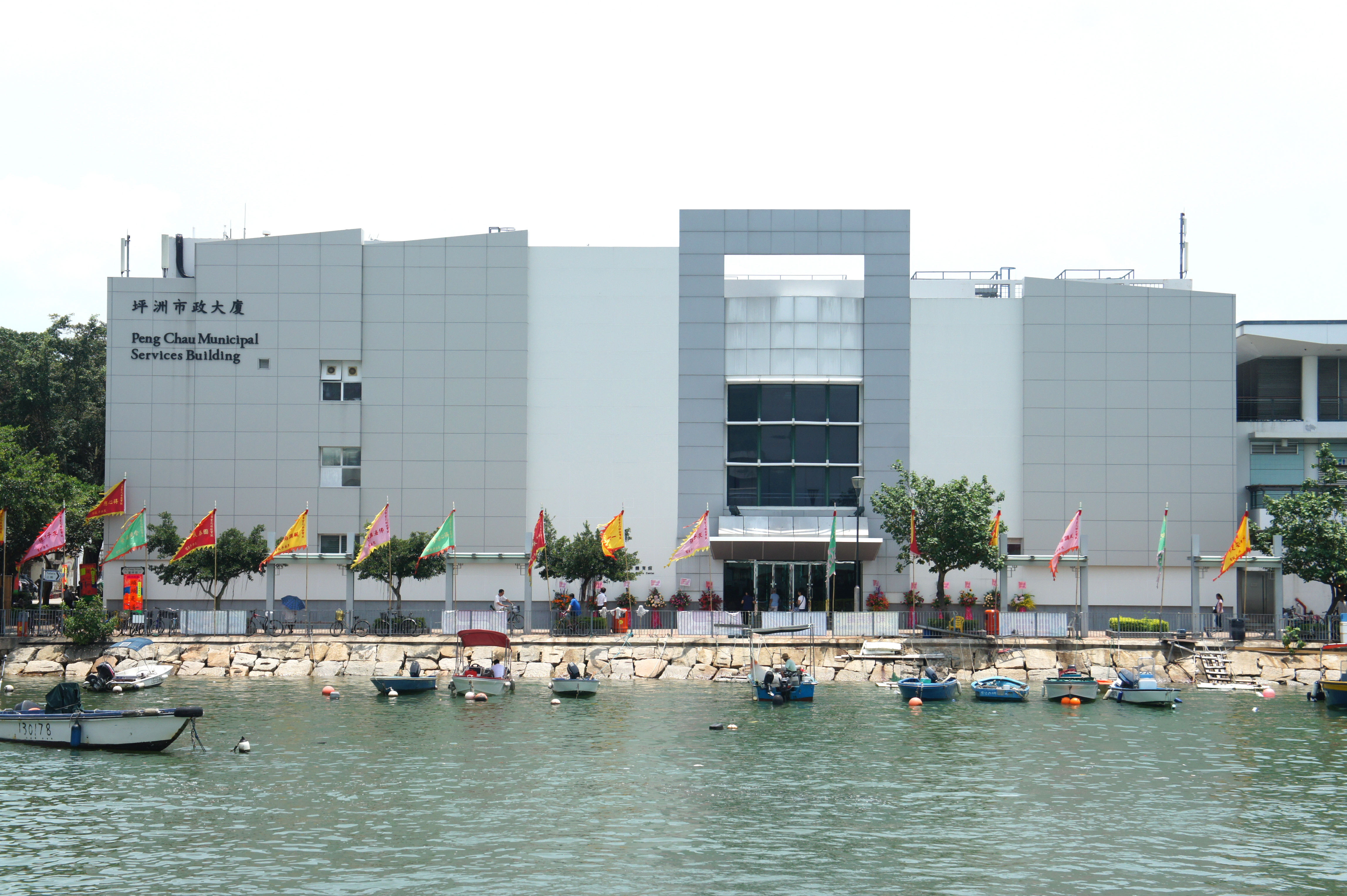
坪洲市政大廈

坪洲市政大廈（英語：Peng Chau Municipal Services Building）又稱坪洲綜合大樓（英語：Peng Chau Complex），是香港新界坪洲的一座多用途的市政大樓，於1991年12月落成啟用，設有街市、公共圖書館、體育館及政府辦公室等設施，地址為寶坪街6號，佔地800平方米。

## 設施

### 坪洲街市

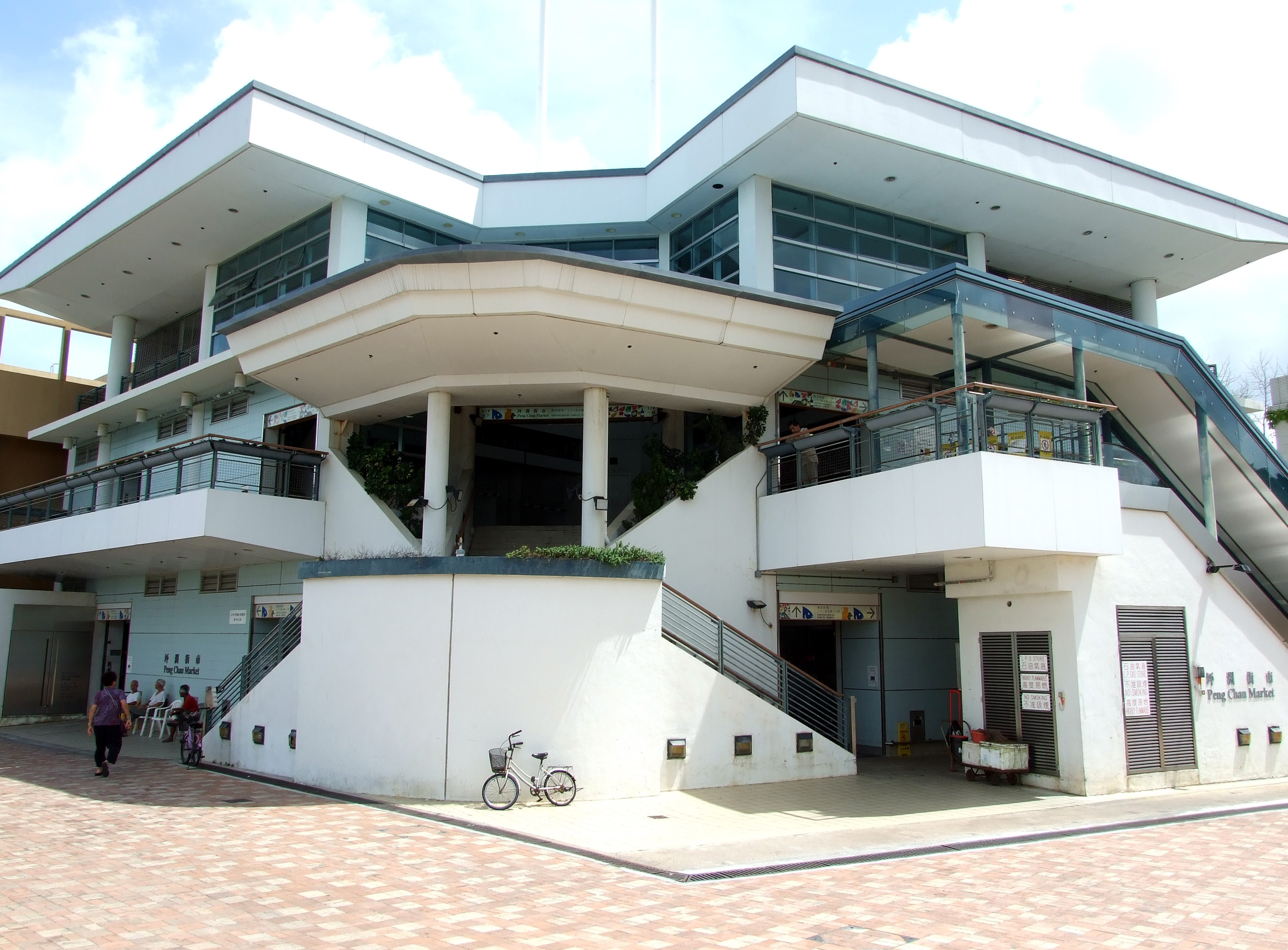
坪洲街市

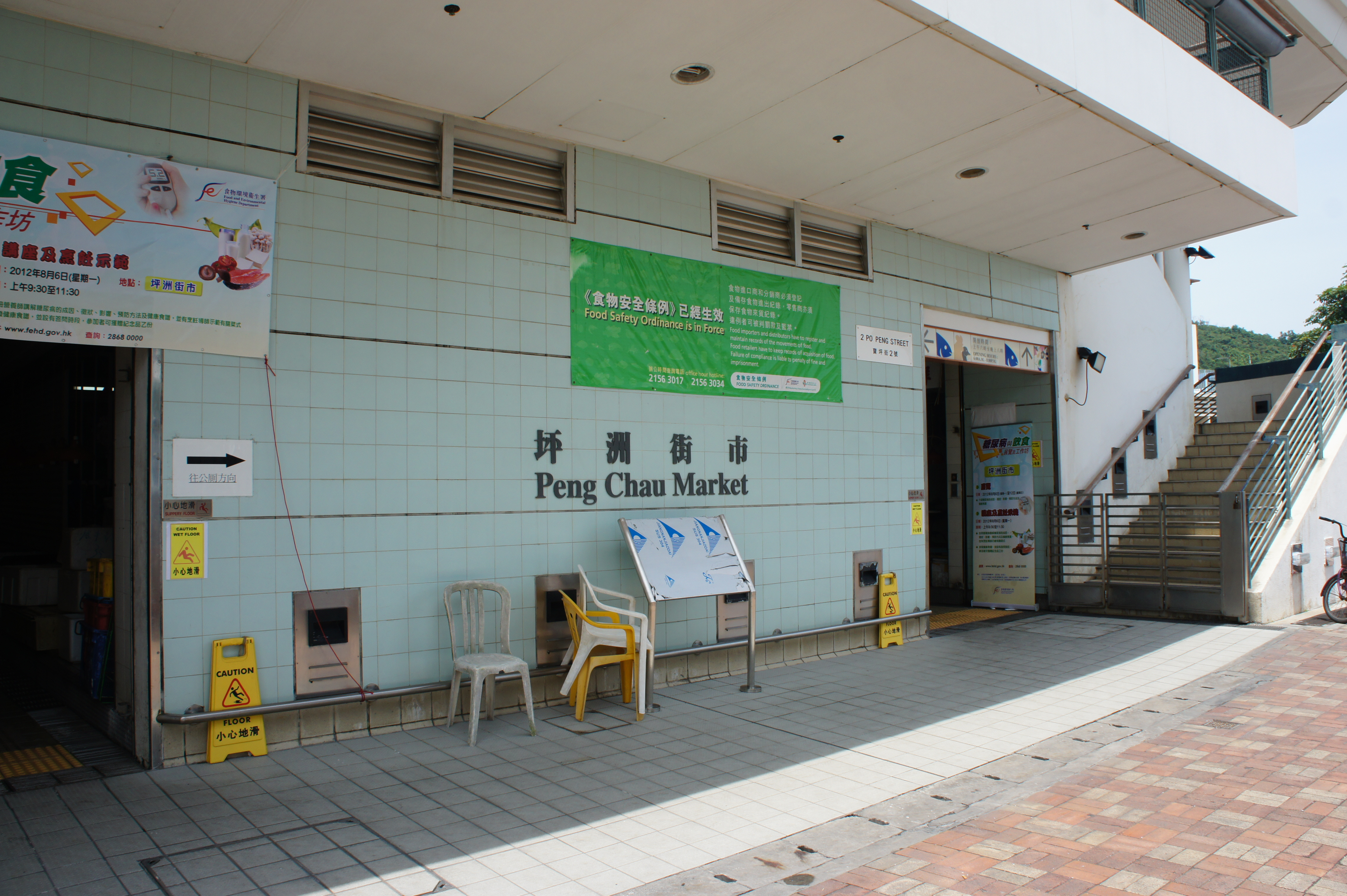
坪洲街市

坪洲街市，位於香港離島坪洲寶坪街3號，於1999年2月1日啟用，亦有指在1999年3月18日開幕，耗資5600萬港元，是坪洲島上唯一的政府街市。現時坪洲街市空置率甚高，2樓已經關閉，1樓只有數家售賣海鮮，其餘鋪位則被放置大量垃圾桶；此外，坪洲街市並沒有設置熟食中心。

### 坪洲公共圖書館

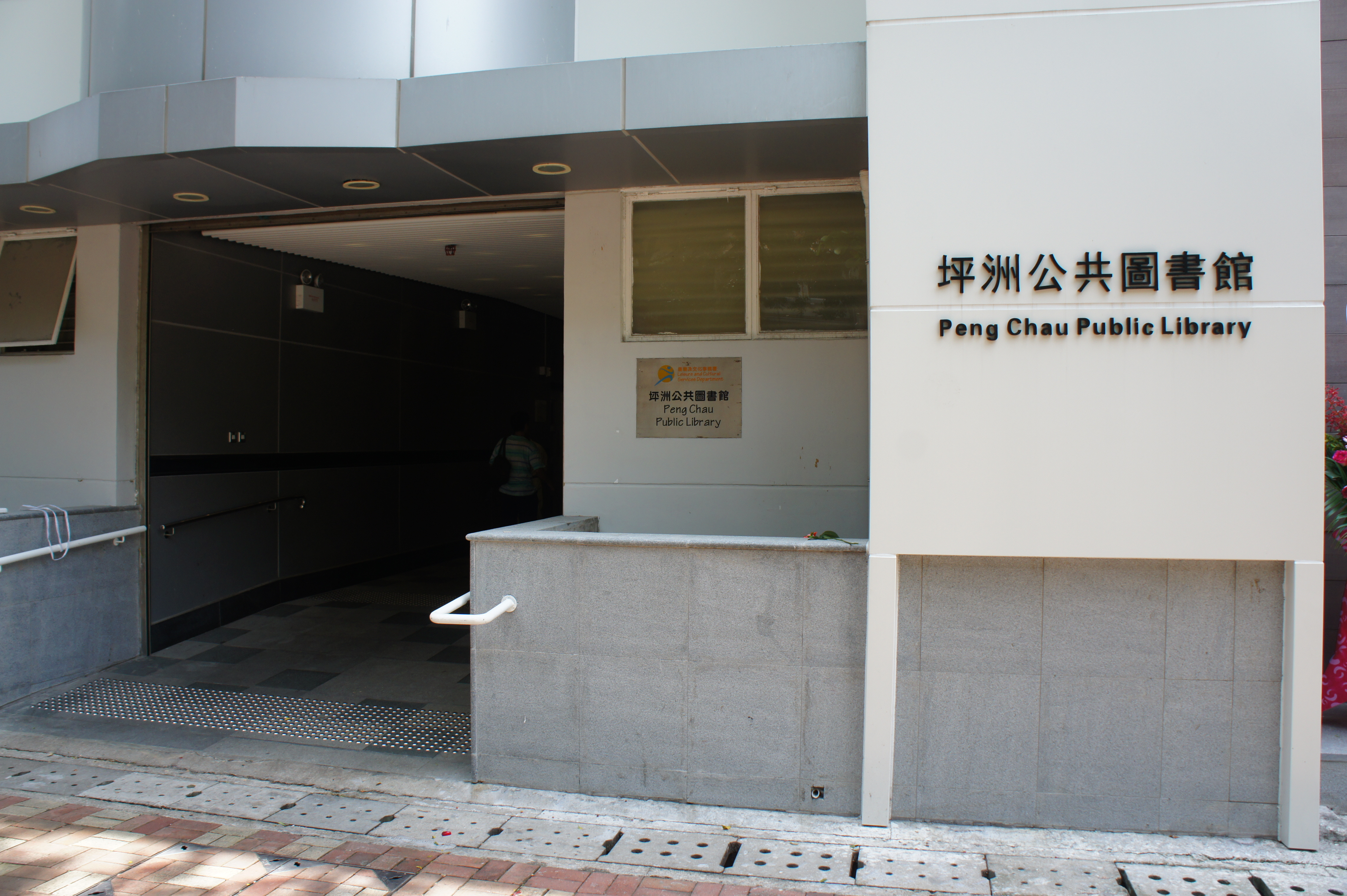
坪洲公共圖書館

坪洲公共圖書館（英語：Peng Chau Public Library）位於離島坪洲寶坪街6號坪洲市政大廈地下，屬於小型圖書館規模。
坪洲公共圖書館現時開放時間為逢星期二至六，09:30-17:30(13:00-14:00午飯時間休息)，星期日及公眾假期為10:00-13:00。現時圖書館開放時間皆為辦公時間，所以學生及上班人士未能於以上時間使用圖書館，有評論指出這個開放時間浪費資源。

## 外部連結
- 康文署：坪洲體育館（页面存档备份，存于）
- 食環署：坪洲街市簡介（页面存档备份，存于）
- 坪洲公共圖書館（页面存档备份，存于）

22°17′06″N 114°02′17″E / 22.2849°N 114.0381°E